# Валай
Валай — река в Тверской области России.
Протекает по территории Вышневолоцкого района в западном направлении. Исток находится у деревни Никиткино, впадает в реку Шегру в 31 км от её устья по левому берегу. Длина реки составляет 10 км.

## Данные водного реестра
По данным государственного водного реестра России относится к Верхневолжскому бассейновому округу, водохозяйственный участок реки — Тверца от истока (Вышневолоцкий гидроузел) до города Тверь, речной подбассейн реки — Волга до Рыбинского водохранилища. Речной бассейн реки — (Верхняя) Волга до Куйбышевского водохранилища (без бассейна Оки).
Код объекта в государственном водном реестре — 08010100512110000002062.